# Friedrich Georg Pieschel
Friedrich Georg Pieschel (* 19. Januar 1819 in Brumby; † 15. August 1886 in Naumburg (Saale)) war ein deutscher Rittergutsbesitzer, Kommunalpolitiker und Parlamentarier.

## Leben
Friedrich Georg Pieschel wurde als Sohn des Rittergutsbesitzers auf Brumby Friedrich Pieschel geboren. Nach dem Besuch des Gymnasiums in Halle und Magdeburg begann er an der Rheinischen Friedrich-Wilhelms-Universität Rechtswissenschaft zu studieren. 1839 wurde er Mitglied des Corps Borussia Bonn. Als Inaktiver wechselte er an die Friedrich-Wilhelms-Universität zu Berlin. Nach dem Examen war er bis 1843 in Naumburg Gerichtsreferendar. Danach bewirtschaftete er sein Rittergut Brumby. Bis 1872 leitete er eine Zuckerfabrik. Anschließend war er Privatier. 
Pieschel betätigte sich kommunalpolitisch und war Kreisdeputierter. Von 1852 bis 1855, 1859 bis 1867 und von 1873 bis 1879 gehörte er dem Preußischen Abgeordnetenhaus an. Er lebte als Rentner in Naumburg.
Ein Sohn war der Politiker Theodor Pieschel, ein Enkel des Landrats Theodor Pieschel.